# Pascale Marthine Tayou
Pascale Marthine Tayou (Yaoundé, 1967) is een Kameroense beeldhouwer, installatie- en videokunstenaar.

## Leven en werk
Tayou studeerde rechten, maar ontwikkelde zich als autodidact tot kunstenaar. Na verblijf in Stockholm en Parijs kwam hij in België, waar hij zich in Gent vestigde. In 2002 nam hij deel aan documenta XI in Kassel en de Biënnale van São Paulo in de Braziliaanse stad São Paulo. Hij werd zowel in 2005 als in 2009 uitgenodigd voor de Biënnale van Venetië. In 2010 toonde hij zijn werk in Salon Urbain de Douala tijdens de Triennale d'art public in Douala en in de Malmö Konsthall in Malmö.
De kunstenaar woont en werkt in Douala en Gent. Het werk van Tayou bevindt zich in de collectie van onder andere de Nomas Foundation in Rome, in het museum voor hedendaagse kunst MARTa Herford in Herford en het Stedelijk Museum voor Actuele Kunst (SMAK) in Gent.
In augustus 2018 wordt Pascale Marthine Tayou de vierde 'artistieke sponsor' van de Milanese voetbalclub A.S. Velasca, opgericht door de kunstenaar Wolfgang Natlacen.

## Enkele werken
- Plansone Duty Free (2006), Fundación NMAC in Vejer de la Frontera
- Tayouken Piss, les pisseurs d'Amsterdam (2009),[3] Straat van sculpturen, Groesbeekdreef in Amsterdam
- Human Being (2007/09),[4][5] Het Arsenaal, Biënnale van Venetië 2009 in Venetië
- Shangai Tree - Mikado Tree (2010),[6] Expo Boulevard, Art for the World Expo Shanghai 2010 in Shanghai